# Anglais australien
L'anglais australien est la forme de l’anglais parlée en Australie.

## Contexte linguistique socio-historique
L’anglais d’Australie a commencé à diverger de l’anglais britannique très peu de temps après la fondation de la colonie pénitentiaire de la Nouvelle-Galles du Sud en 1788.
Les bagnards britanniques s’installèrent là, y compris les « Cockneys » de Londres (terme pour le parler de la capitale). Les prisonniers venaient pour la plupart des grandes villes d'Angleterre. Ils ont été rejoints par des colons libres, du personnel militaire et des fonctionnaires, souvent avec leur famille. Au bout du compte, une large part des bagnards étaient irlandais (au moins 25 % venant directement de l’Irlande, plus les autres passés d’abord par la Grande-Bretagne), de même que des non-anglophones gallois et écossais. Tous ne venaient donc pas du Sud-Est de l’Angleterre. L’anglais n’était pas parlé ou bien mal maîtrisé par une large part de la population emprisonnée et la forme de l’anglais dominant venait du rôle que jouait le cockney du Sud-Est de l’Angleterre.
En 1827, Peter Cunnigham (en), dans son livre Deux ans en Nouvelle-Galles du Sud (« Two Years in New South Wales »), relate que les natifs européens australiens parlaient avec un accent et un vocabulaire différents, avec une forte influence cockney. L’exil forcé des bagnards prit fin en 1868, mais l’immigration des îles Britanniques continua.
La première phase de la ruée vers l’or australienne, dans les années 1850, commença avec une vague d’immigration bien plus forte, ce qui ne put qu’influencer la langue. Pendant les années 1850, quand le Royaume-Uni connut une crise sévère, à peu près 2 % de la population britannique émigra vers la colonie de la Nouvelle-Galles du Sud et celle du Victoria.
Parmi les éléments forgés dans la période des différentes ruées vers l’or, on peut noter une américanisation de la langue. Il y a en effet introduction dans la langue de mots, une orthographe, une terminologie et des usages propres à l’anglais d’Amérique du Nord. Certains de ces mots vont plus tard former ce qu’on appelle l’anglais australien « typique » tel dirt (saleté) et digger (chercheur d’or, littéralement « creuseur »).
On pense[évasif] que bonza, qui a pu être utilisé comme mot argotique signifiant « très bien », « superbe » ou « beau », a été l’œuvre de l’influence du jargon anglais américain des mineurs et que cela vient du terme bonanza, lui-même issu de l’espagnol (ce qui veut dire « riche filon » d’or ou d’argent.
L’apport des soldats américains du temps de la Seconde Guerre mondiale a été une étape supplémentaire ; ils ont introduit « okay », « you guys » et « gee ».
À partir des années 1950, l’influence américaine arriva via la culture pop, les médias de masse, les livres, les magazines, les programmes télévisés et les logiciels informatiques et enfin internet. Certains mots, tel que « freeway » (autoroute) et « truck » (camion) se sont tellement bien intégrés que peu d’Australiens pensent immédiatement à de l’anglais américain.
Un des premiers écrivains à montrer un aperçu de l’utilisation de l’anglais australien fut le romancier Joseph Furphy, qui écrivit un récit populaire de la campagne pendant les années 1880 en Nouvelle-Galles du Sud et Victoria : Such is Life (« Ainsi va la vie ») en 1903. C.J. Dennis écrivit des poèmes à propos de la vie des ouvriers à Melbourne, avec « The Songs of a Sentimental Bloke » (« Chansons d’un type sentimental ») en 1915 qui eut un succès immense et qui fut adapté au cinéma (comme film muet) en 1919. Le roman de John O'Grady « They’re a Weird Mob » (« Ce sont des gens bizarres ») présente beaucoup d’exemples du parler de Sydney des années 1950 écrit en phonétique, comme « owyergoinmateorright? » (« How are you going, mate? All right? » : « Comment ça va mec ? Tout roule ? »). Les romans de Thomas Keneally qui se situent en Australie, dont « The Chant of Jimmie Blacksmith » (« L’incantation de Jimmie Blacksmith ») utilise fréquemment la langue locale avec des expressions comme « yair » pour « yes » et « noth-think » pour « nothing ». On trouve aussi « How to be Normal in Australia » (« Comment être normal en Australie »), « Let Stalk Strine » (« Parlons australien ») de Afferbeck Lauder - « Strine » est une déformation locale pour « Australian » et le pseudonyme « Afferbeck Lauder » est en fait une déformation d'« alphabetical order » (« ordre alphabétique »).
Des mots britanniques tels que « mobile » et « mobile phone » sont usités. On trouve de l’anglais américain et britannique côte à côte avec « TV » et « telly » (britannique). De nombreux cas sont fréquents : « SMS » face à « text » (mot britannique pour « texto »), « freeway » face à « motorway » (autoroute). Cela dépend des variations selon la région, la classe sociale, l’origine culturelle.
L’anglais australien ressemble à l'anglais néo-zélandais, du fait de l’histoire commune et de la proximité géographique. Les deux variantes linguistiques utilisent l’expression « different to » (« différent de », que l’on retrouve aussi en anglais britannique mais pas aux États-Unis), ce qui n’empêche pas la forme « different from » d’exister.
On trouve également l’influence de l'anglais irlandais, mais pas autant que l’on pourrait s’attendre du fait que de nombreux Australiens descendent d’Irlandais. L’influence se voit dans le mot « ta » pour « thank you » et aussi la prononciation de la lettre H : « haitch », ce qui peut être entendu de locuteurs du « Broad Australian English » (c’est-à-dire avec un fort accent), alors que le H non aspiré « aitch » est plus courant chez la plupart des anglophones dans le monde. On trouve également du véritable Scouse, c’est-à-dire le parler de Liverpool, car cette ville a vu de nombreux Irlandais s’y installer, en même temps que leurs compatriotes émigraient aux États-Unis.
Certains mots d’origine irlandaise sont courants dans toute la diaspora irlandaise comme bum (backside : l’arrière) (cf.bun irlandais), tucker (food provisions : provisions alimentaires) (cf. tacar irlandais).

Quelques mots purement anglais ont pu voir leur sens changer sous l’influence irlandaise comme avec paddock (champ, du gaélique páirc) qui a exactement le même sens que le paddock australien.

## Variations et changement de l’anglais australien
Il existe trois variétés principales d’anglais australien selon les linguistes : le Broad (avec un accent fort), la forme courante et la forme soutenue.
Elles font partie d’une continuité reflétant des variations d’un accent. Ces variétés peuvent refléter la classe sociale ou le niveau d’éducation des gens qui parlent mais ce n’est pas forcément le cas non plus.
Le Broad Australian English est reconnaissable et familier pour les anglophones dans le monde parce qu’il est utilisé pour identifier les personnages australiens dans les films non australiens ainsi que les séries télévisées. Les exemples de personnalités de la télévision ou du cinéma sont Steve Irwin et Paul Hogan. Des termes argotiques comme « Ocker » pour un locuteur et « Strine » pour désigner le dialecte sont utilisés en Australie. En réalité, un tel niveau d’accent n’est pas courant.
Essentiellement, la majorité des Australiens parlent avec un accent en commun : General Australian English : l’anglais australien courant. Il est majoritaire parmi les films et les programmes télévisés. Des personnes à la renommée internationale comme les Wiggles, Kylie Minogue, et des actrices comme Nicole Kidman et Cate Blanchett parlent cet anglais australien et sont les « ambassadrices » auprès des autres pays de la façon courante et contemporaine dont les Australiens s’expriment.
Le Cultivated Australian English, « l’anglais australien soutenu », a beaucoup de ressemblances avec l’anglais britannique et on les confond souvent. L’anglais australien soutenu est parlé par certains dans la société australienne, par exemple les acteurs Judy Davis et Geoffrey Rush.
Il n’y a pas de variations discernables dans l’accent et la prononciation parmi les gens des différents États et Territoires de la Fédération australienne (Commonwealth of Australia), même si cela se dit. En définitive, il n’existe que de petites différences si l’on compare avec la différence des anglais britannique et américain, de même que la prononciation australienne est moins déterminée par la région que par les influences culturelles et éducationnelles. On trouve des différences régionales bien documentées. En Tasmanie, des mots tels que dance» et « grant sont prononcés à la britannique, tandis qu’en Australie-Méridionale, la prononciation anglo-australienne est plus courante. D’autres régions d’Australie montrent d’autres modes de prononciation concernant cette voyelle-ci.

## Phonologie

Voyelles de l'anglais australien

Diphtongues de l'anglais australien (1)

Diphtongues de l'anglais australien (2)

L’anglais australien est un dialecte à accents « rhotiques et non-rhotiques ». L'accent dit General Australian English est « non rhotique » : le /r/ ne se prononce pas dans la coda d'une syllabe (la coda étant un élément finissant la syllabe, constitué d'une ou de plusieurs consonnes). Par exemple, le /r/ dans hard /ˈhɑːd/ ou dans butter /ˈbʌtə/ ne se prononce pas. En cela, il est très ressemblant à l'anglais néo-zélandais et l'anglais sud-africain et peut tout à fait être comparé aux dialectes du sud-est de l'Angleterre, particulièrement le Cockney et la Received Pronunciation (l’anglais britannique prestigieux).
Comme beaucoup de dialectes de langue anglaise, la différence entre dialectes se fait sur la phonologie (« prononciation ») des voyelles.
On peut séparer les voyelles de l’anglais australien en deux catégories : les voyelles longues et les voyelles courtes. Les voyelles courtes qui correspondent à des monophtongues, les lax vowels (« voyelles négligées ») selon la Received Pronunciation. Les voyelles longues correspondent à des monophtongues et des diphtongues, principalement des tense vowels (« voyelles tendues ») et des diphtongues centrales. Contrairement à la plupart des variétés d’anglais, certaines voyelles diffèrent uniquement de par leur longueur.
Les consonnes de l’anglais australien sont semblables à celles des autres variétés non-rhotiques de l’anglais. Les T et les D sont des consonnes vibrantes. Beaucoup de locuteurs contractent les consonnes groupées comme /dj/, /sj/ et /tj/ devenant /dʒ/, /ʃ/ et /tʃ/.

## Vocabulaire
L’anglais australien possède un certain nombre de mots que l’on considère comme typiques de cette variante. Un des plus connus est « outback » désignant un endroit peu peuplé avec une présence humaine éparse. Un autre exemple est celui de bush voulant dire forêt primaire ou tout simplement la campagne. Le bush est un mot d’origine néerlandaise (« bosch »). Ces termes se sont en fait répandus dans de nombreux pays anglophones. Les premiers colons venus d’Angleterre apportèrent des mots semblables, ainsi que des expressions et des usages à l’Australie. Bon nombre de mots utilisés fréquemment par les Australiens de la campagne sont ou ont été également utilisés dans tout ou partie de l’Angleterre, avec des variations de sens. Par exemple, le mot « creek » désigne en Australie et en Amérique du Nord un ruisseau ou une petite rivière, alors qu’au Royaume-Uni cela signifie un petit fleuve (se jetant donc dans la mer) ; « paddock » en Australie, c’est un champ tandis qu’au Royaume-Uni, il s’agit d’une barrière pour le bétail. « Bush » ou « scrub » en Australie et en Amérique du Nord veulent dire un endroit boisé tandis qu’en Angleterre, on ne les utilise que dans des noms propres : Shepherd's Bush, Wormwood Scrubs. L’anglais australien et plusieurs dialectes britanniques (Cockney, Scouse, Glaswegian (à Glasgow), Geordie (dialecte de Newcastle upon Tyne) utilisent le mot « mate » (« type »).
Les origines d’autres mots ne sont pas si claires ou sont discutées. « Dinkum » (or « fair dinkum ») peut vouloir dire « vraiment », « c’est vrai ? » ou « c’est la vérité ! », cela dépend du contexte. Il est souvent dit que « dinkum » date de la période des Ruées vers l’or australiennes des années 1850 et est une transformation du cantonais ou du hakka « ding kam », voulant dire « or de première qualité » . Cependant, les spécialistes donnent beaucoup plus de crédit à la piste issue des Midlands de l’Est en Angleterre : « dinkum » ou « dincum » signifiant « un travail dur » ou « du bon travail », qui était le sens original en anglais australien.
Le mot dérivatif « dinky-di » signifie « véritable » et se retrouve dans l’expression consacrée : « dinky-di Aussie » (« un vrai Australien »). Ces expressions sont utilisées pour montrer ce qui est typiquement australien. Ces mots et une expression comme « true blue » sont souvent parodiés, plus qu’étant du véritable argot.
De même « g’day », une façon stéreotypée en Australie pour souhaiter quelque chose, n’est plus synonyme de « good day » dans d’autres variétés de l’anglais, et n’est jamais utilisé pour dire au revoir ou bonne journée, comme dans d’autres pays.

## Influence des langues aborigènes d’Australie
Certains éléments des langues aborigènes d’Australie servent principalement pour les noms de lieux, de la faune et la flore (ex : dingo). Hormis cela, peu d’autres exemples ont été adoptés dans la langue, mis à part certains mots d’argot locaux. On peut citer : « cooee » et « hard yakka ». « Cooee » sert à attirer l’attention ou prendre distance avec quelqu’un, tandis que « hard yakka » signifie « un dur boulot » et « yakka » vient du yagara (en) ou jagara (en), langue qui était parlée dans la région de Brisbane. « Bung » signifie cassé ou douloureux.

Une pièce manquante dans une machine peut être décrite comme ayant avoir été « bunged up » ou « on the bung », « gone bung ». Une personne qui dit avoir mal : « I’ve got a bung knee », et on dit d’une personne dans ce cas : « he/she is bunging it on ».
Même si le didgeridoo, instrument en bois dont on pense souvent qu’il s’agit d’un mot aborigène (ou « koorie », mot aborigène pour Aborigène, signifiant « être humain »), on estime maintenant qu’il s’agirait d’une onomatopée inventée par les anglophones. Une piste irlandaise est aussi possible, venant du gaélique dúdaire dubh : flûte noire.
Peu de mots d’origine australienne sont utilisés actuellement dans les autres pays anglophones ; parmi ceux-ci « first past the post » : finaliser, « brownout » dans le domaine de l’électricité, de même que les idiomatismes : « uni » pour université et « short of » pour quelque chose de stupide ou fou.

## Orthographe
L’orthographe australienne est en général la même qu’en Grande-Bretagne, avec peu d’exceptions. Le Macquarie Dictionary est généralement l’outil de référence des directeurs de publication, des écoles, des universités et des différents gouvernements qu’ils soient fédéral ou fédérés.

Les différences remarquables d’avec l’anglais britannique sont :
- « program » est plus courant que « programme[12],[13],[14] »
- jail (« prison ») se retrouve beaucoup plus souvent que « gaol » qui est généralement utilisé dans la langue administrative.

Il y a eu longtemps la conviction que les controverses orthographiques en Australie venaient de l'américanisation de l’anglais australien ; l’influence américaine est venue tardivement au XXe siècle, cependant le débat est bien plus ancien. Par exemple, un pamphlet intitulé « La soi-disant orthographe américaine » publiée à Sydney un peu avant 1901, affirmait qu’il n’y avait pas de raison étymologique pour la conservation du « u » dans des mots tels que « honor », « labor », etc. faisant allusion à ce qu’anciennement les Britanniques pouvaient orthographier avec « -or ». Le pamphlet affirmait aussi que la tendance pour les gens d’Australasie à enlever le « u », et un des journaux du matin de Sydney le faisait habituellement, alors que les autres journaux continuaient à employer l’ancienne orthographe. Les journaux n'étaient donc pas toujours un thermomètre fiable des préférences et des usages des gens puisque « colour » est utilisé par 95 % des gens mais les journaux utilisent « color,, ».

## Formes idiomatiques
Certaines personnes en Australie utilisent des diminutifs. Ils sont utilisés selon divers modes et montrent généralement de la familiarité. Des exemples courants peuvent être : « arvo » (afternoon), « barbie » (barbecue), « footy » (football australien).
Certains utilisent les litotes, tel que « you're not wrong » (tu n’as pas tort).
Beaucoup d’expressions et de mots idiomatiques autrefois courants en anglais australien sont désormais des stéréotypes et des exagérations caricaturales ; elles ont disparu aujourd’hui. Parmi les mots les moins utilisés, on trouve : « cobber », « strewth », « you beaut » et « crikey ».
« Waltzing Matilda » (« Matilda la voyageuse ») du poète du bush Banjo Paterson contient de nombreux mots et expressions australiens obsolètes ; c’est un ouvrage qui se réfère à l’idéal rural et est compris des Australiens, même si ce vocabulaire n’est plus en usage.

Si on peut donner un exemple, il s’agit du titre qui signifie la voyageuse (alors que « waltzing » fait penser à valseuse) du fait particulièrement dans les carrioles des mineurs d’Australie et de Nouvelle-Zélande appelées « swag ».